# Delia pilifera
Delia pilifera är en tvåvingeart som först beskrevs av Zetterstedt 1845.  Delia pilifera ingår i släktet Delia och familjen blomsterflugor. Inga underarter finns listade i Catalogue of Life.